# ASR-21 청해진
ASR-21 청해진(淸海鎭)은 대한민국 해군의 잠수함 구조함이다. 장보고급 잠수함의 도입으로 잠수함 구조함의 필요성이 대두되어 1992년 건조 결정되었고 대우조선해양에서 건조되어 1996년 취역하였다. 잠수함 조난시 인명구조 및 선체인양 등의 구조지원 임무를 주요 목적으로 하며 그 외에 제한적인 군수지원 임무와 수중촬영과 같은 해양 조사임무를 수행할 수 있다.
수심 300m까지 심해 잠수사의 잠수를 지원할 수 있는 심해잠수장비(DDS)와 최고 수심 457m까지 잠수 가능한 잠수함 승조원 구조용 심해 잠수정인 심해구조잠수정(DSRV)을 보유하고 있으며, 구조작전 중 함선의 위치를 유지하기 위한 자동 함위유지장치(DPS)를 갖추고 있다. 또한 SH-60급 헬기가 이착함 할 수 있는 비행갑판을 보유하고 있어 인원이나 장비 등을 신속하게 이송할 수 있다.
심해잠수장비에는 심해와 같은 압력 환경을 만들어주는 갑판 감압실(DDC)과 잠수부를 안전하게 작전 깊이까지 수송하는 인원 수송 캡슐(PTC) 등으로 구성되어 있다. 감압실은 최대 9명의 잠수부가 들어가 수심 300m까지의 압력을 조성할 수 있으며 인원 수송 캡슐은 3명의 잠수부를 공기, 온수, 전기, 통신장비와 함께 최대 300m까지 안전하게 수송 가능하다.
주요 작전 성과로는 대표적으로 1999년 3월 남해안으로 침투 중 수심 150미터에 격침된 북한 반잠수정 인양작전이 있으며 그 외에 1998년 6월 동해안 침투중 침몰한 북한 유고급 잠수정 인양작전 및 2002년 8월 서해교전에서 침몰한 참수리 인양작전을 성공적으로 수행하였다.

## 해미래
2010년 천안함 사건 당시, 청해진함에서 해미래 ROV를 운용했다. 해미래는 전용 선박이 필요없어, 아무 함정에서나 배치, 작전이 가능하다.

## 기네스북
1999년 3월 남해안에 침투하다 격침된 북한 반잠수정을 건져올렸다. 반잠수정이 가라앉은 곳의 수심은 150m에 달했고, 역사상 가장 깊은 수심에서의 인양기록으로 기네스북에 올랐다.

## 구미함
1993년 300명 정도 사망한 서해 훼리호는 미국에서 중고로 수입한 구미함이 구난하였다. 2014년 300명 정도 사망, 실종된 세월호에는 구미함의 후속함이자 한국 최초 국산 잠수함 구난함인 청해진함이 투입되었다. 청해진함은 당초 수척이 건조될 계획이었으나, IMF 사태 등으로 인해 축소되어 1척만 건조되었고, 세월호 침몰 사고 당시 수리중이라서 투입하지 못한다는 보도가 있기도 했으나, 긴급 투입되었다.

## 같이 보기
- 다이빙 헬멧
- 심해구조잠수정